# Аик, Альдо
Альдо Аик (фр. Aldo Haïk; род. 19 октября 1952, Тунис) — французский шахматист, международный мастер (1977).
Родился в Тунисе, но с семи лет живет во Франции.
По образованию физик. Окончил университет в Париже.
Чемпион Франции (1972, 1983). В составе национальной сборной участник 7-и Олимпиад (1972, 1978—1988), 1-го командного чемпионата мира (1985) в Люцерне и 9-го командного первенства Европы (1989) в Хайфе.

## Изменения рейтинга
| Графики недоступны из-за технических проблем. См. информацию на Фабрикаторе и на mediawiki.org. |

## Книги
- Les Échecs, 4 tournois pour un titre, Un jeune français maître international, Aldo Haïk, Hatier, 1978
- Le Jeu d'échecs, c’est facile, Albin Michel, 1982, ISBN 978-2-226-01313-2
- Les Échecs spectaculaires: 150 chefs-d'œuvre de l’histoire des échecs; Parties, études, problèmes, Albin Michel, 1984, ISBN 2-226-01965-0